# Pokémon Trozei!
Pokémon Trozei! (яп. ポケモントローゼ Покэмонторо:зэ), в Европе был известен как Pokémon Link! — Покемон-стилизованная головоломка для Nintendo DS 2005 года.

## Геймплей
Данная игра крайне схожа по геймплею со всем известному «Tetris». Вам предстоит передвигать по сенсорному экрану блоки в форме различных покемонов. Что бы проходить уровни, вам понадобится ставить по 4 покемона в ряд, тогда они исчезнут — этот принцип заимствован из «Tetris». После того как вы это сделаете, эти покемоны исчезнут, а затем появится Trozei Chance, вам будет разрешено в течение нескольких секунд собирать не 4, а 3 фигурки в ряд. И если вы успеете, сможете ставить только по 2 фигурки в ряд.

### Команда Фобос
Если вы думали, что в этой игре нет никаких противников — вы сильно ошиблись. Против вас будет сражаться Команда Фобос. У них несчетное количество Покеболлов, которыми они будут ловить ваших покемонов. Так же у них есть склады покемонов — если вы их отвоюете — сможете получить оттуда новых союзников — покемонов.

### Бесконечный режим
Этот режим отличается от обычного лишь тем, что тут очень большое количество уровней, и с каждым ваши покемоны будут меняться.

### Вечный режим
Этот режим схож с бесконечным, но тут покемоны падают быстрее, а число уровней бесконечно.

### Покедекс
Так же в этой игре есть дополнительная миссия — заполнить Покедекс. Всего в нем 386 покемонов из 3 поколений.

## Сиквел
13 февраля 2014 года Nintendo официально анонсировали продолжение Pokemon Trozei!, который эксклюзивно выйдет в Nintendo 3DS eShop.
Игра (названная Pokémon Battle Trozei в США и Pokémon Link Battle в Европе) реализована в марте 2014 в Японии, США и Европе.

## Оценки
| Сводный рейтинг       | Сводный рейтинг |
| Агрегатор             | Оценка          |
| --------------------- | --------------- |
| GameRankings          | 72,62 %         |
| Metacritic            | 74/100          |
| Иноязычные издания    |                 |
| Издание               | Оценка          |
| Game Informer         | 8,25/10         |
| GameSpot              | 7,1/10          |
| GameSpy               | [ 5 ]           |
| GamesRadar+           | [ 6 ]           |
| GameZone              | 7,5/10          |
| Nintendo Life         | 8/10            |
| Nintendo Power        | 8,5/10          |
| Nintendo World Report | 8/10            |

Game Informer дали «Pokemon Trozei!» 8.25 из 10: «Эта игра настолько хороша и интересна, что заинтересует даже тех, кого тошнит при виде покемонов». Nintendo Power, который дал игре 8.5 из 10 повторил эти же слова".